# Битва у Колвези
Битва у Колвези (фр. bataille de Kolwezi) — воздушно-десантная операция, которую провело одно из подразделений Французского Иностранного легиона, 2-й иностранный парашютный полк, совместно с бельгийскими и заирскими войсками.
Операция была проведена в мае 1978 года в Заире (ныне Демократическая Республика Конго) с целью спасения европейских заложников, удерживаемых катангскими повстанцами в шахтёрском городе Колвези.

## Взятие города повстанцами
В марте 1978 года разведданные со встречи алжирцев, ангольцев и активистов Фронта национального освобождения Конго сообщили спецслужбам Заира о возможности проведения операции по дестабилизации обстановки в богатой природными ресурсами провинции Шаба (ныне Катанга).
В мае 1978 года вспыхнуло восстание против заирского диктатора Мобуту Сесе Секо, в котором приняли участие хорошо вооружённые катангские повстанцы из Анголы. Они захватили город Колвези и устроили якобы жестокие расправы, что заставило Мобуту обратиться за помощью к США, Франции и Бельгии.

## Реакция Франции и Бельгии

### Подготовка к операции
В связи с возможным нанесением ущерба своим гражданам Франция активирует систему оповещения Guépard и выделяет 2-й иностранный парашютный полк для проведения операции. 13-й парашютно-десантный драгунский полк должен быть оказывать поддержку используя дальнюю радиосвязь. Для координации совместной операции в Германии была проведена встреча представителей бельгийских и французских военных властей, однако она привела к расхождению планов. Париж отдаёт приказ о немедленной атаке, не обращая внимания на отговорки бельгийцев. Полагая, что запланированная расправа над европейскими заложниками неизбежна, Брюссель выступает за широкое развёртывание десантников, ссылаясь на успех операции 1964 года «Красный дракон» в Стэнливиле, однако из-за утечки планов элемент внезапности оказывается под угрозой.
17 мая легионеры, перевезенные гражданскими самолётами DC-8 компании UTA, а также американские самолёты Lockheed C-5 Galaxy с оборудованием прибывают в Киншасу. На военном аэродроме Киншасы были проведены подготовительные мероприятия, в том числе получены американские военные парашюты T 10 S. После краткого инструктажа по использованию американской техники в ночь с 18 на 19 мая состоялся брифинг, на котором были изложены детали операции, планы которой были разработаны главой французской военной миссии полковником Ивом Грасом и его сотрудниками. Тем временем на заирских самолётах были обнаружены повреждения, которые делали невозможным их немедленное использование. Несмотря на трудности, включая плохое состояние заирских самолётов и проблемы с адаптацией американских парашютов, два самолета Transall ВВС Франции и четыре самолёта C-130 Hercules ВВС Заира взлетают 19 мая в 10:40, перевозя первую волну войск в условиях импровизации из-за ограниченности средств воздушного транспорта: легионеры и снаряжение были доставлены с Корсики гражданскими и транспортными самолётами C-5 Galaxy ВВС США.
18 мая рано утром бельгийские самолеты С-130 из 15-го крыла ВВС Бельгии вылетели с военного аэропорта Мельсбрук (Брюссель), направляясь на бывшую бельгийскую базу в Камине. Однако Франция задержала выдачу разрешения на полёт, а Алжир отказал в доступе в воздушное пространство бельгийским самолётам, разрешив при этом французским. Это вынудило совершить обходной маневр через Западную Африку, а затем на юг, что удлинило сроки бельгийского вмешательства. Кроме того, бельгийские самолеты C-130 столкнулись с проблемой пополнения запасов керосина в бывших французских колониях с военной инфраструктурой, контролируемой французами. В итоге бельгийские самолёты прибыли только во второй половине дня 19 мая.
Франко-бельгийские отношения во время событий в Колвези были напряжёнными, страны обвиняли друг друга в стремлении свергнуть Мобуту. Целью Франции было ослабить влияние Бельгии в постколониальном Заире, а также обанкротить горнодобывающую компанию Gécamines.

### Операция

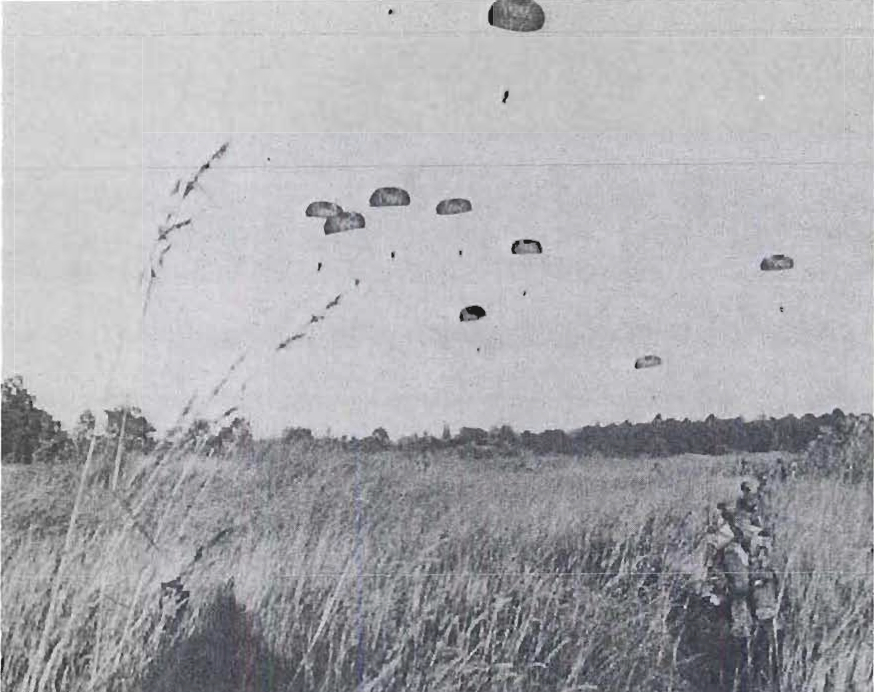
Вторая волна французских десантников, 20 мая 1978 года

14 мая 1978 года в городе Колвези неопытные заирские десантники были уничтожены повстанцами при высадке. Заирская пехота, перегруппировавшись с заложниками, ожидала иностранного вмешательства. 19 мая французский Иностранный легион начал воздушно-десантную операцию, высадив парашютный десант вблизи города. Первая волна состояла из 405 человек. Завязались уличные бои, в результате которых были освобождены заложники и отбиты силы повстанцев. К вечеру Легион контролировал город.
20 мая на аэродром были доставлены первые освобождённые заложники. Позже десантники были обвинены в эксцессах и насилием над населением. Эти показания подтвердил Роже Руссо, легионер, участвовавший в операции.
На следующий день высадилась вторая волна французских и бельгийских десантников. Бельгийские десантники, прибывшие из Мельсбрука, провели штурмовую высадку, вступив в бой с повстанцами и спасая оказавшихся в изоляции европейцев. Быстрота и смелость операции застали повстанцев врасплох, что позволило легионерам в течение двух дней захватить город и освободить 2800 иностранных граждан.
Хотя бельгийцы эвакуировали Колвези в течение 72 часов, они сохранили своё присутствие в регионе, чтобы предотвратить возвращение повстанцев.

## В культуре
В 1980 году был снят художественный фильм, «Легион высаживается в Колвези».